# Транскордонний парк Зом–Калмтауце Гейде
Транскордонний парк Зом–Калмтауце Гейде є транскордонним парком на бельгійсько-нідерландському кордоні. Це злиття двох колишніх парків, Калмтауце Гейде (Калмтауце Гіт) у Бельгії та Зом у Нідерландах, які разом простягаються на 37,50 квадратного кілометра (14,48 миля2). Значна частина парку вкрита вересом.
Парком керує спеціальна комісія, у якій представлені як фламандські, так і голландські організації. Парк належить штату Фландрія, муніципалітету Калмтаут, Управління державного лісового господарства, Natuurmonumenten і кільком приватним власникам. Найвідоміша частина прикордонного парку розташована в Бельгії, на півночі провінції Антверпен (Калмтаут і Ессен). Голландська частина розташована в муніципалітеті Вунсдрехт (провінція Північний Брабант) і тягнеться від кордону до сіл Гайберге і Путте.

## Історія
Спочатку територія була вкрита листяними лісами, типовими для Центральної Європи. Проте багатовікове використання цієї території як пасовиська для великої рогатої худоби та овець призвело до значного зменшення рослинності та появи великих вересових угідь. Видалення дерну, яке практикувалося в Середньовіччі, яке використовувалося разом з екскрементами великої рогатої худоби як добриво для навколишніх полів, призвело до подальшого видалення поживних речовин із ґрунту. Крім того, із 13 століття люди почали осушувати місцеві болота, щоб добувати торф для палива. Починаючи з 1850-х років, люди почали або відновлювати хвойні ліси на вересах регіону Антверпена, або перетворювати їх на сільськогосподарські угіддя. Будучи однією з останніх великих пустощів, бельгійська частина сучасного парку була оголошена охороною ландшафту ще в 1941 році. З 1986 року ця територія є частиною Рамсарської конвенції про охорону важливих водно-болотних угідь. 17 жовтня 1988 року фламандська частина була оголошена пташиним заповідником (гол. Vogelrichtlijngebied), а голландська частина — через кілька років.
Незадовго до початку нового тисячоліття виникли міркування щодо об'єднання природних заповідників по обидва боки кордону в один, з'єднаний заповідник. У 2001 році це призвело до створення прикордонного парку Зом–Калмтауце Гейде загальною площею близько 4000 гектарів. Голландська частина в тому ж році отримала офіційний статус національного парку. Через десятиліття територія парку була розширена ще на 2000 гектарів до нинішнього розміру.